# Bocian (Soborzyce)
Bocian – osada wsi Soborzyce w Polsce, położona w województwie śląskim, w powiecie częstochowskim, w gminie Dąbrowa Zielona.
W latach 1975–1998 osada należała administracyjnie do województwa częstochowskiego.